# 墨拉蘭站
墨拉蘭站位在馬尼拉大都會帕賽市，屬於馬尼拉輕軌1號線的車站，於1984年12月1日正式啟用。該車站鄰近塔夫脱大道延伸段和公園大道路口，地點接近帕拉尼亞克墨拉蘭因而得名。
隨著1號線南延計劃（又名甲米地延長計劃）於2019年5月7日付諸實行，1號線從原本作為南端的墨拉蘭站延伸穿過帕拉尼亞克和拉斯皮納斯市，最終抵達甲米地省巴科奧爾。

## 周邊設施
車站緊鄰販賣眾多商品的跳蚤市場，包括乾貨、服飾、電器、室內裝飾品以及傳統藥品的物類，此外著名的巴克拉蘭教堂也位在附近。

## 車站結構
| 3樓  | 側式月台，車門由右側開啟 | 側式月台，車門由右側開啟         |
| 3樓  | A月台                    | ← 1號線 小費爾南多·波因方向      |
| 3樓  | B月台                    | → 1號線 桑托斯博士方向 →         |
| 3樓  | 側式月台，車門由右側開啟 |                                  |
| 2樓  | 車站大廳                 | 驗票閘門、售票亭、車站控制、商店 |
| 地面 | 街區                     |                                  |